# Grand Prix Sotschi
Der Grand Prix Sotschi war ein russisches Straßenradrennen.
Das Etappenrennen fand seit 2005 rund um die Stadt Sotschi statt. Seit seiner Einführung war das Rennen Teil der UCI Europe Tour und in die Kategorie 2.2 eingestuft. Ursprünglich war geplant, dass das Rennen ab 2009 Teil der UCI ProTour sein sollte. Vorläufer des Rennens war die Sotschi-Rundfahrt, die regelmäßig im April als Rennen der sowjetischen Amateure in Vorbereitung auf die Internationale Friedensfahrt bis zum Ende der 1980er Jahre ausgetragen wurde.
Mit Dirk Müller und Björn Schröder gewannen zwei deutsche Radrennfahrer die Rundfahrt.

## Sieger
- 2022:  Sergei Firsanow
- 2021:  Sergei Firsanow
- 2019:  Igor Frolow
- 2018:  Walentin Fatkullin
- 2015:  Alexander Foliforov
- 2014:  Ilnur Sakarin
- 2013:  Witalij Buz
- 2012:  Ivan Stević
- 2011:  Björn Schröder
- 2009–2010: nicht ausgetragen
- 2008:  Dirk Müller
- 2007:  Alexei Schmidt
- 2006:  Sergei Kolesnikow
- 2005:  Alexander Chatunzew